# Joaquín Sánchez
Joaquín Sanchez Rodríguez (El Puerto de Santa María (Spanyolország), 1981. július 21. –) spanyol válogatott labdarúgó, a Real Betis csapatában játszik jobb oldali középpályás poszton.

## Pályafutása

### Betis
Joaquín 1999-ben kezdte a pályafutását a Real Betis színeiben. Az 1999–2000-es szezonban remek teljesítményt nyújtott a „B” csapatban, így a 2000-es évet már az „A” csapatban játszotta, és nagyban hozzájárult, hogy a csapat feljutott a Primera Divisiónba. A szélső ezután még öt évig maradt a Betisnél. Ezalatt 181-szer játszott a bajnokságban, s ezeken 29 gólt szerzett. A legjobb éve 2005-ben volt, mikor csapatával a BL-ben is játszhatott. Joaquín játszott mindhárom selejtező-, és a hat csoportmérkőzésen. Olyan nagy csapatok ellen léphetett pályára, mint a Chelsea vagy a Liverpool. Első érmét is ekkor nyerte, a Copa del Rey fináléjában 2:1-re verték az Osasunát hosszabbításban. Mind a 120 percet a pályán töltötte.

### Valencia
Aztán 2006 májusában sokkolta a rajongóit, mikor közölte, hogy a nyáron valószínűleg átszerződik Angliába, vagy egy nagyobb spanyol klubba. A Betis elnöke, José León mindent megtett, hogy megtartsa a legjobb játékosát, de nem járt sikerrel. Pedig még azzal is fenyegetőzött, hogy kölcsönadja az idény végéig a másodosztályba, de el semmiképp sem akarta engedni. Végül az átigazolási időszak utolsó napjaiban véget értek hányattatásai, a Valenciához szerződött 25 millió € ellenében. Joaquín 5+1 évre írt alá a Turia-partiakhoz. 2007. január 28-án tért vissza először a Ruíz de Lopera stadionba, ahol a közönség fujjolás helyett vastapssal fogadta őt. 2008 első heteiben egymaga vitte a hátán a csapatot a kupában, középcsatárt is kényszerült játszani. De ezután összeveszett az új edzővel, Ronald Koemannal, aki parkoló pályára rakta a középpályást. Kapcsolatuk annyira elmérgesedett, hogy Koeman távozása után sem hagyták abba a szóváltást, a médián keresztül üzengettek egymásnak.
2008 nyarán nagy elkeseredett volt, kijelentette, hogy ha nem becsülik meg a Valenciánál, akkor távozik.
2010-11-es szezonban David Villa Barcelonába való távozása után ő örökölte a 7-es mezt.

### Málaga
2011. június 24-én Joaquín hároméves szerződést kötött a Málaga csapatával, ára 4 millió euró volt.

### A válogatottban
2002 februárjában debütált Portugália ellen. Első nagy megmérettetése a 2002-es Vb volt, ahol kulcsfontosságú büntetőt hibázott, így a spanyolok kiestek a negyeddöntőben Dél-Korea ellen. Ennek ellenére a 2004-es Eb-n és a 2006-os Vb-n is bizalmat kapott, s jól teljesített. A 2008-as Eb-n viszont nem lehetett ott, amiért Ronald Koemant okolta.

## Sikerei, díjai
Betis
- Spanyol kupa: 2004–05, 2021-22

Valencia
- Spanyol kupa: 2007–08
- Spanyol kupa gólkirálya: 2007–08

## Statisztika

### Klub
| Szezon  | Klub     | Bajnokság          | Mérkőzések | Gólok | Gólpasszok | Kupa   | Mérkőzések | Gólok | Gólpasszok | Európa | Mérkőzések | Gólok | Gólpasszok |
| ------- | -------- | ------------------ | ---------- | ----- | ---------- | ------ | ---------- | ----- | ---------- | ------ | ---------- | ----- | ---------- |
| 1999-00 | Betis B  | Segunda División B | 26         | 2     | ?          |        | -          | -     | -          |        | -          | -     | -          |
| 2000-01 | Betis    | Segunda División   | 38         | 3     | ?          |        | ?          | ?     | ?          |        | -          | -     | -          |
| 2001-02 | Betis    | La Liga            | 34         | 4     | 9          |        | ?          | ?     | ?          |        | -          | -     | -          |
| 2002-03 | Betis    | La Liga            | 37         | 9     | 12         |        | ?          | 2     | ?          |        | 5          | 1     | 0          |
| 2003-04 | Betis    | La Liga            | 36         | 7     | 12         |        | ?          | 1     | ?          |        | -          | -     | -          |
| 2004-05 | Betis    | La Liga            | 38         | 5     | 15         |        | 9          | 0     | 0          |        | -          | -     | -          |
| 2005-06 | Betis    | La Liga            | 35         | 3     | 6          |        | 4          | 0     | 0          |        | 12         | 0     | 3          |
| 2006-07 | Valencia | La Liga            | 35         | 5     | 3          |        | 2          | 0     | 0          |        | 8          | 0     | 2          |
| 2007-08 | Valencia | La Liga            | 34         | 3     | 4          |        | 8          | 4     | 0          |        | 7          | 0     | 4          |
| 2008-09 | Valencia | La Liga            | 31         | 4     | 6          |        | 5          | 1     | 2          |        | 4          | 1     | 1          |
| 2009-10 | Valencia | La Liga            | 27         | 2     | 4          |        | 4          | 1     | 0          |        | 11         | 3     | 2          |
| 2010-11 | Valencia | La Liga            | 25         | 2     | 0          |        |            |       |            |        |            |       |            |
| Összes  | Összes   | Összes             | 370        | 49    | 71         | Összes | 32         | 9     | 2          | Összes | 47         | 5     | 12         |

### Válogatott
| Spanyolország | Spanyolország | Spanyolország |
| Év            | Mérk.         | Gólok         |
| ------------- | ------------- | ------------- |
| 2002          | 9             | 0             |
| 2003          | 8             | 2             |
| 2004          | 9             | 0             |
| 2005          | 9             | 2             |
| 2006          | 7             | 0             |
| 2007          | 9             | 0             |
| Összesen      | 51            | 4             |

## Fordítás
- Ez a szócikk részben vagy egészben  a   Joaquin_Sanchez című angol Wikipédia-szócikk fordításán alapul.  Az eredeti cikk szerkesztőit annak laptörténete sorolja fel. Ez a jelzés csupán a megfogalmazás eredetét és a szerzői jogokat jelzi, nem szolgál a cikkben szereplő információk forrásmegjelöléseként.